# Евтимова, Здравка
Здравка Евтимова (род. 24 июля 1959, Перник, Болгария) — болгарская писательница и переводчик.

## Биография
В 1985 году окончила филологический факультет Великотырновского университета по специальности английский язык.
Автор рассказов, которые публиковались в 23 странах мира. В США издан сборник рассказов З. Евтимовой «Кто-нибудь другой» и роман «Божество предателей». В Великобритании вышли две книги с её рассказами. В Израиле и Канаде также вышел её сборник, который распространялся на английском языке. Увидели свет произведения писательницы и в Испании, Франции, скандинавских странах, Австралии, Германии, Индии, России, Польше, Чехии, Словакии, Македонии и Сербии. Рассказы писательницы звучали на радио BBC (Лондон).
Её книги и отдельные рассказы являются обладателями наград в Англии, США, Германии, Франции.
Перевела более 30 романов английских и американских авторов, среди них, фантасты Д. Эддингс, Г. Бир, Пери О’Шонеси, К. С. Робинсон, Р. Сойер и др.
В 2011 году Здравка Евтимова прошла специализацию по художественному переводу в Рочестерском университете в США.
Является секретарём болгарского ПЕН-клуба.

## Избранная библиография

### Романы
- «В студената ти сянка, лейди» (1997) (ISBN 954-9612-04-X)
- «На две крачки от мен» (1999)
- «Линди» (1999) (ISBN 954-747-031-0)
- «За теб, за мен» (2002) (ISBN 954-747-072-8)
- «Четвъртък» (2003) (ISBN 954-491-135-9)
- «Арката» (2007) (ISBN 978-954-28-0126-9)
- «В гръб» (2010) (ISBN 978-954-491-622-0)

### Сборники рассказов
- «Разкази срещу тъга» (1985)
- «Разкази от сол» (1990)
- «Разкази за приятели» (1992)
- «Сълза за десет цента» (1994)
- «Кръв от къртица» (2005) (ISBN 954-491-22-15)
- «Пернишки разкази» (2012) (ISBN 978-954-491-867-5)

## Избранные произведения, опубликованные на английском языке
- Bitter Sky, Skrev Press, UK, 2003;
- Somebody Else, MAG Press, USA, 2004;
- God of Traitors, Books for a Buck Press, USA, 2006;
- Miss Daniella,Skrev Press, UK, 2007;
- Good Figure, Beautiful Voice, Astemari Publishers, USA, 2008;
- Pale and Other Bulgarian Stories, Vox Humana Publishes, Israel/Canada, 2010.
- Carts and Other Stories, Fomite Publishing, USA, 2012
- Time to Mow and Other Stories, All Things That matter Press, USA, 2012
- Impossibly Blue, Skrev Press, UK, 2013
- Endless July, paraxenes meres, Greece, 2013

## Награды
- 1995 — Национальная премия им Анны Каменовой за прозу.
- 1997 — Национальная премия фонда «Развитие» за современный роман «В твоей холодной тени, леди»,
- 2003 — премия Союза болгарских писателей в категории «За лучший роман» за книгу «Четверг»,
- 2003 — премия английского издательства «Skrev Press» за сборник рассказов «Bitter Sky»,
- 2005 и 2010 — премия «Златен ланец» за рассказ в журнале «Труд» и др.